# Mami Wata

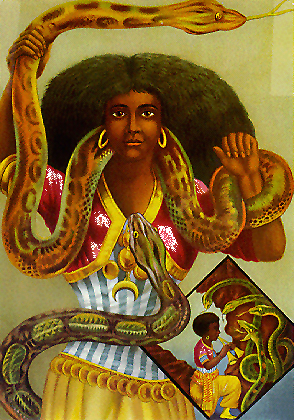
Vyobrazení na plakátu.

Mami Wata je panteon vodních božstev nebo duchů rozšířený v Západní, Střední a Jižní Africe a v africké diaspoře v Karibiku a částech Severní a Jižní Ameriky.

## Podoba
Mami Wata je obvykle popisována v zhýralosti. Pyšní se nadlidskou krásou, nepřirozeně dlouhými vlasy a neobvykle světlou pokožkou.
Podoba jejích vlasů se značně různí,jsou vlnité nebo kudrnaté, černé nebo blonďaté a jsou česané dozadu. Její zářící oči svůdně hledí, což jen zvětšuje její neskutečnou krásu.V mnoha částech Západní a Střední Afriky slouží "Mami Wata" jako slangový výraz pro nádhernou ženu.
V mnoha prastarých textech je Mami Wata popisována jako postava podobná mořské panně, jejíž horní část těla je ženská (vždy odhalená) a dolní je rybí nebo hadí.
V ostatních příbězích je Mami Wata zcela humanoidní (ovšem nikdy zcela lidská).
Mami Wata se objevuje v mnoha odlišných náboženských systémech Afriky, jako je Vodou
v jižních částech Toga a Beninu a Jižní Ghaně, kde existuje současná skupina dědičných kněží a kněžek etnických skupin Ewe, Anlo-Ewe, Mina, Kabye a dalších afrických etnických skupin, které uctívají toto prastaré božstvo na svých současných
místech.
V Yorubské tradici je matka bohyně Yemaja spojena s Mami Wata v populární kultuře. Afričtí otroci z toho co je notoricky známo jako Pobřeží Otroků
si svou víru ve vodní duchy přinesli s sebou do Nového Světa a obchodníci ve 20. století podobnou víru donesli ze Senegalu tak daleko jako do Zambie.
Jak tradice Mami Wata pokračuje v znovuobjevování se, původní vodní božstva jsou do
tohoto božstva zahrnována.
Afričané někdy mohou nazývat postavy neshodné s Mami Wata tímto jménem, když mluví k cizincům, jak vědí je Mami Wata lépe známa než místní duchové a božstva.

## Náboženská tradice
Tradice Mami Wata je silně spojena se všemi formami zahrnujícími duchy a psychické fenomény, včetně věštění a duchovního léčitelství.
Praktiky uctívání tohoto božstva se různí, ale v některých odvětvích tradice závisejících na božstvu mohou zahrnovat pro některé iniciace nošení rudé a bílé barvy (svaté pro některá božstva Mami Wata) a tance pod mocí jejích specifického
božstva Mami Wata, což se obecně nazývá duchovní posedlost.
Kněžství určitých Mami-božstev se dědí od matky. Mnoho těchto kněží může vystopovat
svou rodinou linii zpět po čtyři nebo více generací.
V Togu a Spojených státech jsou kněžky Mami Wata nazývané Mamisii (Mamissi, Mamaissii, Mammisi), určité kněžky které jsou volány k otevírání okraje (domu duchů) jsou známé jako "Mamaissii-Hounons" což lze přeložit jako “Královna lodi“, nebo knižně “matka vědomí“.
Ačkoliv je Mami Wata tradice hluboce zakořeněné v Africe, tradici a kultuře její diaspory je uctívání Mami Wata otevřené všem rasám, náboženstvím a sexuálním orientacím.
Mami Wata je známa pro své děti z každé rasy a krédo v univerzálnosti jejího uctívání.
Historicky, praktici a účastníci tradičních Afrických věrouk, Santeria a Voodoo zahrnují ctitele Mami Wata.